# Sello

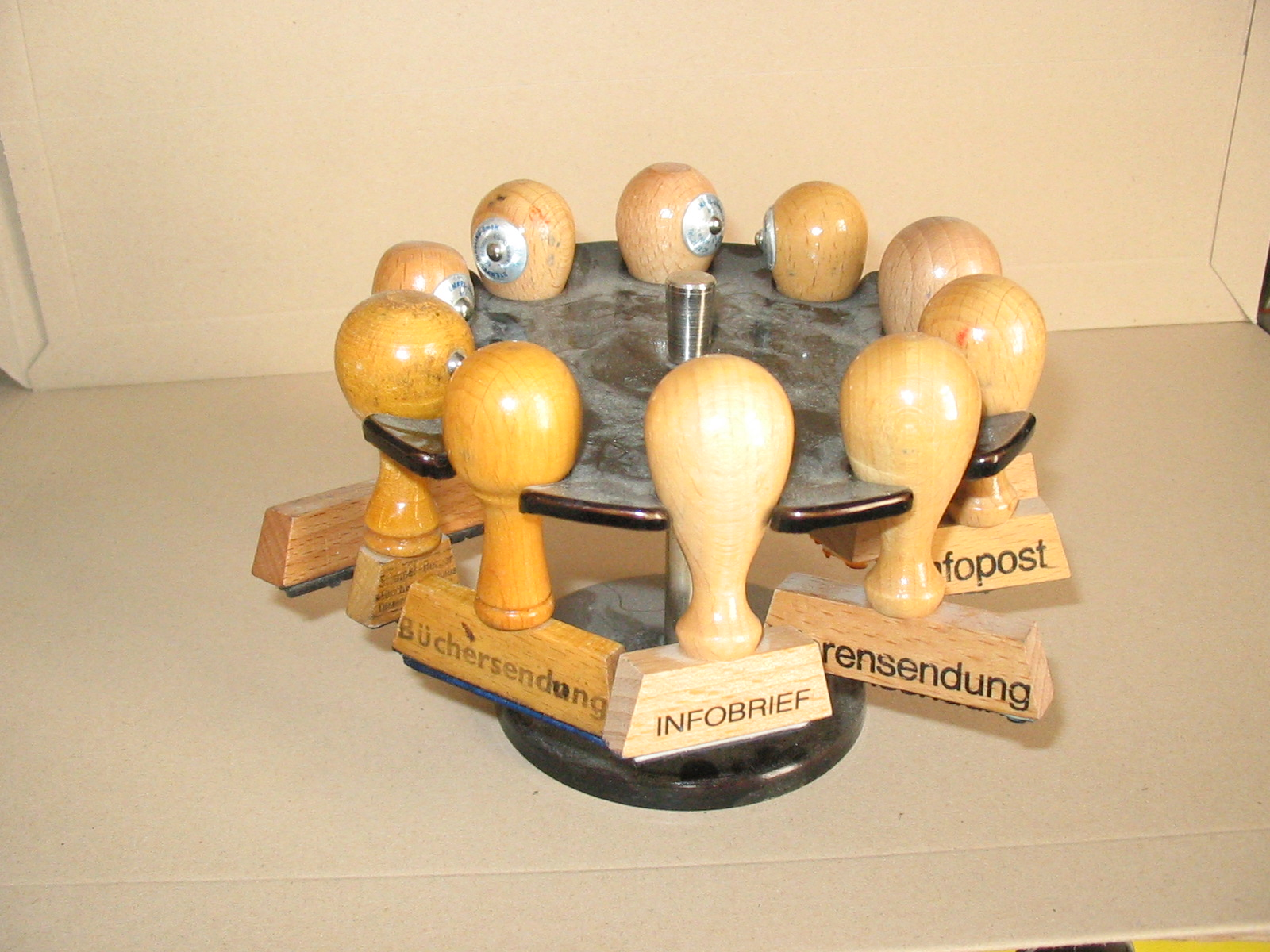
Sellos.

El término sello (del latín sigillum) (en algunos países también llamado timbre) se aplica, por un lado, para nombrar el instrumento con imágenes grabadas que, a través de la impresión de tinta sobre el papel, se utiliza para autorizar documentos. Por otro lado, también se llama sello la impresión que resulta del uso de ese instrumento, generalmente al lado de una o más firmas.

## Historia

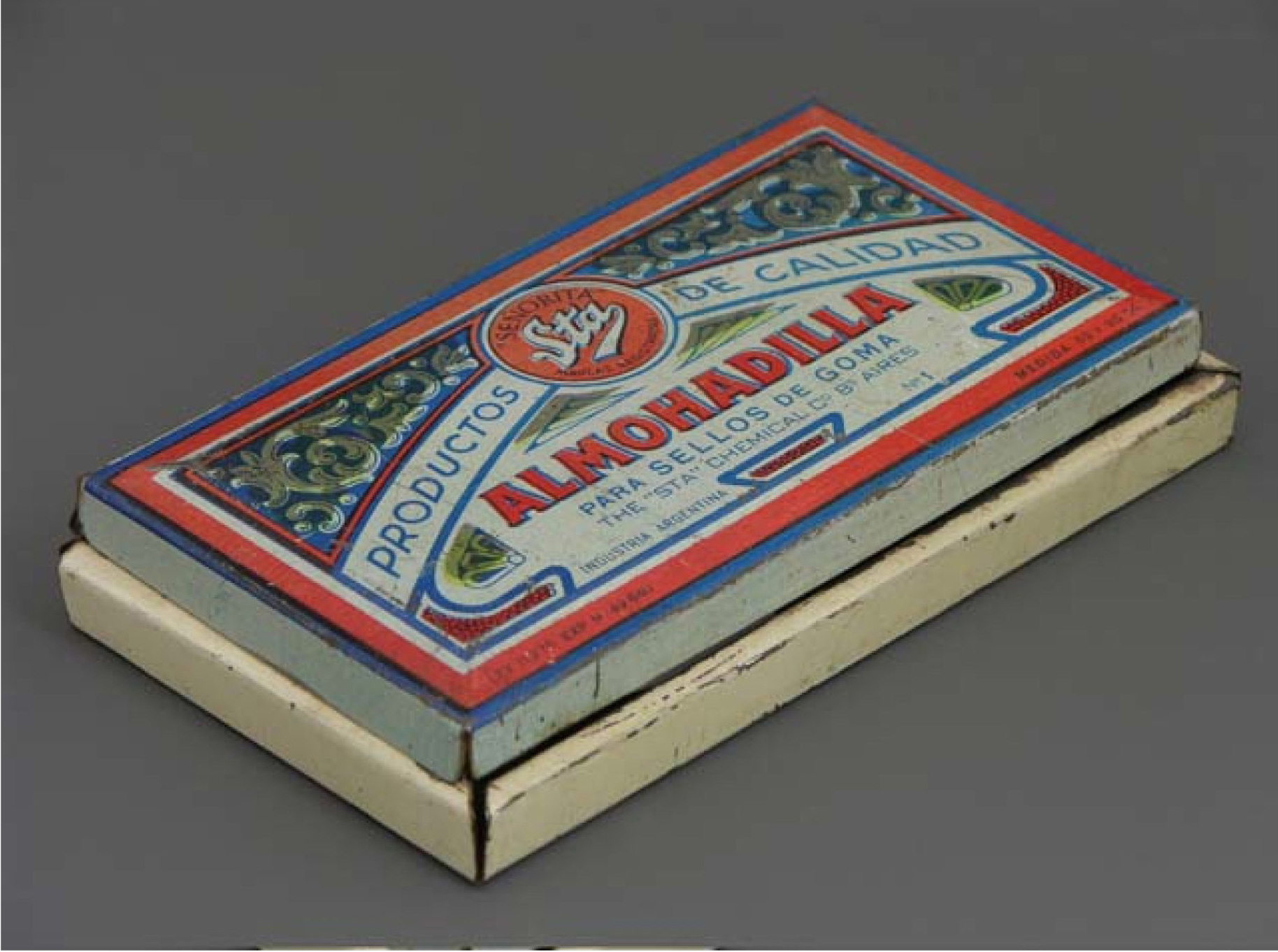
Almohadilla para sellos de goma. De la colección del Museo del Objeto del Objeto.

Su empleo se remonta a las antiguas civilizaciones de la Mesopotamia (sellos cilíndricos) y el Antiguo Egipto (escarabeos y sellos cilíndricos).
Usados como sello personal para lacrar o signar correspondencia y documentos, eran de confección artesanal en piedra, fayenza o metal. Ver sello (cuño).
Con el desarrollo de la prensa y la producción de tipos móviles, el sello se fue popularizando, lo que permitió su producción en masa.
Las versiones más modernas incluyen ya una almohadilla con tinta en su interior. También hay otras variantes que permiten mayor seguridad y limpieza, además de fácil portabilidad.

## Tipos

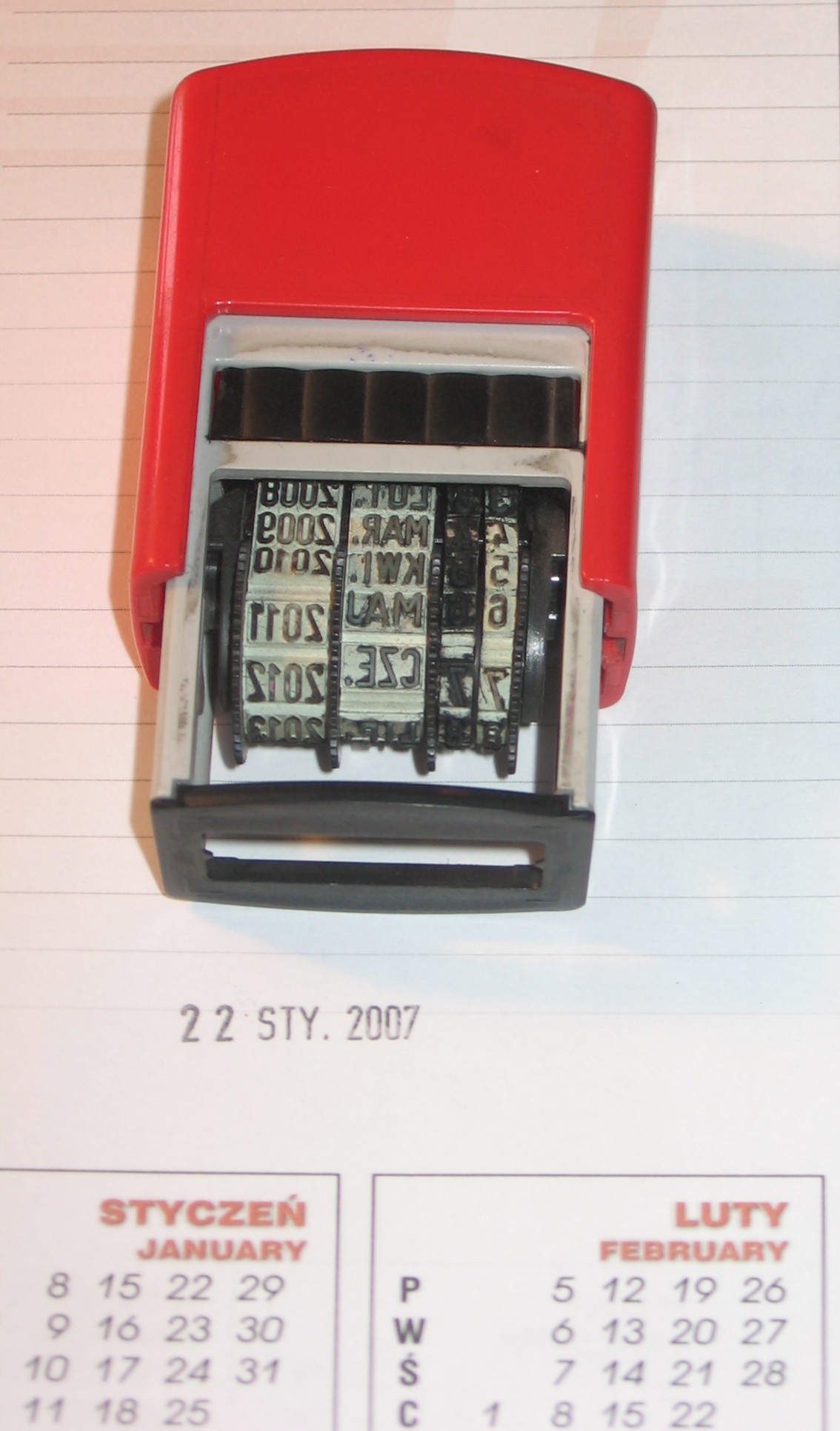
Sello (timbre) fechador.

- Sello manual: tipo de sello con montura de madera o de otro tipo de material cómo el plástico. Para usarlo, es necesario un tampón de tinta independiente del sello.
- Sello automático o sello autoentintable: tipo de sello con montura de plástico o montura metálica que incorpora una almohadilla de tinta en su interior. De esta forma, no es necesario el uso de un tampón de tinta externo. Hay diversos tipos de sellos automáticos, teniendo en cuenta si el grabado del sello es móvil o no.
  - Sello automático estándar: se trata de un sello autoentintable cuyo grabado es fijo. De esta forma, la marca que hace el sello siempre es la misma.
  - Sello fechador o sello numerador: sello con motivos móviles (bandas de números y caracteres) que permite alterar manualmente la fecha o la numeración antes de marcarla en el papel.
  - Sello de repetición automática: sello en el que es posible, a través de motivos móviles (bandas de números y caracteres), efectuar la numeración secuencial, en la que luego de cada marcación los motivos se mueven automáticamente al número siguiente, lo que facilita la continuidad del trabajo hasta el final.
- Sello en seco o sello en relieve: incorporan una placa metálica en su base. Al presionarle encima un material blando (por ejemplo, cera), el relieve queda marcado.
- Sello en imprentilla: este tipo de sello es automontable. La idea es similar a las antiguas cajas tipográficas. Incorpora un sello con carcasa de plástico y en su base unas guías para montar las tipografías, que se encuentran en una placa externa. Se va montando con los caracteres de la placa un sello totalmente personalizado.

## Material de fabricación
Para fabricar un sello de goma, se usan diversos elementos. Para empezar, el grabado, que puede fabricarse de diversas formas. Las más utilizadas en la fabricación profesional son:
- Con resina fotopolímera y a través de un sistema de insolación se obtiene una goma semirrígida donde se encuentra el grabado en sí.
- Con caucho y a través del corte con láser, se obtiene el grabado deseado.

Una vez obtenido el grabado, puede montarse en máquinas de entintaje automático, en monturas de madera o en otros elementos más domésticos.

## Accesorios
- portasellos — especie de percha, en diversos modelos, donde los sellos se colocan de forma tal que queden colgados;
- almohadilla — cojín con tinta en donde se moja el sello antes de usarlo.

## Tipos de tinta
Existen diversos tipos de tinta que emplear con un sello, en función de la superficie que quiera personalizarse:
- tintas para sellar materiales no absorbentes metales, cristales y gomas
- tintas para papeles y sellos de oficina
- tintas para materiales textiles: fibras naturales y sintéticas y también cuero
- tintas visibles tan solo si se someten a luz ultravioleta ("tinta invisible")
- tintas para madera, madera barnizada y cerámica
- tintas alimentarias para el uso en carnes, quesos, huevos
- tintas para hormigón
- tintas para juegos infantiles, apta para marcar la piel
- tintas especiales para máquinas de franquear

## Etimología
- En Chile, la palabra "timbre" para referirse a los sellos de goma fue creada por don Martín Garetto Nocenza,[1] inmigrante oriundo de Italia, fundador de la empresa Timbres Garetto en el año 1900.

## Cuidados
- Limpieza — Con el tiempo, tienden a acumularse restos de tinta en el sello, que se secan y se endurecen. Debe limpiarse con alcohol, excepto si el sello es de resina, porque podría dañar el sello. Usar alcohol solo para sellos fabricados en caucho láser o caucho vulcanizado. También tiende a acumularse fibra de papel, en ese caso conviene limpiar solo con agua, que es lo que mejor elimina la ficha de celulosa.
- La almohadilla debe recargarse periódicamente. La tinta usada puede ser a base de agua o aceite.
- La limpieza con alcohol puede ser nociva, según el material de que esté hecha la goma del sello: si ésta fuere de fotopolímero líquido, el alcohol rompería el sello; para limpiarlo con alcohol, el sello debe ser de goma y no de fotopolímero líquido.

## Uso
Los sellos son importantes accesorios en oficinas públicas y privadas donde haya documentos que tengan que marcarse frecuentemente. En los correos han servido, desde el inicio del uso de estampillas (o matasellos), para inutilizar la estampa.
También los hay para uso recreativo y escolar, lo que permite la fácil repetición en tareas pedagógicas.